# Петър Гушлев
Петър Иванов Гушлев или Гушиев е български революционер, деец на Вътрешната македоно-одринска революционна организация.

## Биография
Гушлев е роден в или около 1879 година в щипско Ново село, тогава в Османската империя, днес в Северна Македония. Работи като шивач. Присъединява се към ВМОРО още при основаването на комитета в родното му място в 1894 година. До средата на юни 1903 година е куриер и служи по тайния канал от Щип за България и за Радовиш, Неготино и Велес. През април 1900 година е арестуван от властите заедно с Мите Хаджимишев. Освободен е в 1901 година.
| „ | Като такъв по цели нощи с оръжие превеждах всички нелегални дейци, а впоследствие и чети, пренасяне на оръжие и материали. | “ |

През 1903 година като милиционер отива на помощ на обсадените чети на Стоян Бъчваров, Йордан Варналиев и други войводи в щипското село Карбинци. През същата година превежда четата на Димче Берберчето от Велес до щипското село Софилари, но след убийството на бега избухнала афера в селото и той е заловен, арестуван и изтезаван. Лежи в скопския затвор Куршумли хан. Освободен е след общата амнистия след Илинденското въстание.
През октомври 1904 година отива на помощ на обсадената районна чета на Мише Развигоров в щипското село Лезово. Тогава става нелегален и от ноември 1904 година до ноември 1905 година е четник при Развигоров в Щипско. Като такъв участва в сражението при радовишкото село Дедино и отива на помощ на обсадения в Радовиш Симеон Молеров.
В 1905 година емигрира в България и се настанява в Кюстендил. При избухването на Балканската война в 1912 година е доброволец в Македоно-одринското опълчение, в 1-ва рота 7-а кумановска дружина, известна и като Кюстендилската дружина. Награден е с медал „За военна заслуга“. В Първата световна война служи в 5-и македонски полк, а след това е четник в партизанския отряд на Тане Николов и Крум Зографов в Поморавието. Участва в унищожаването на сръбските банди на Коста Пекянец и Коста Войнович в Прокуплянско и Куршумлийско на Ястребац. За участието му в залавянето на четници на Пекянец е награден с кръст „За храброст“.
Настанява се във Варна, откъдето на 7 април 1943 година подава молба за българска народна пенсия, която е одобрена и пенсията е отпусната от Министерския съвет.